# Toyota Voxy
Toyota Voxy to samochód kompaktowy minivan produkowany przez japońskiego producenta samochodów firmę Toyota od 2001 roku. Znany również pod nazwami Toyota Noah (oba modele wyłącznie na rynek azjatycki).

## Historia Modelu

### 2001 - Pierwsza generacja
Prezentacja modelu odbyła się na 35 Tokyo Motor Show 27 X 2001 roku a wprowadzono do sprzedaży 11 XI tegoż roku. Model ten posiadał pięcioro drzwi, tylne drzwi obustronnie przesuwane. Wyposażony w rzędowy 4-cylindrowy silnik benzynowy 2,0 litra. Dostępne były dwie wersje z napędem na przednią oś i na cztery koła, zasilane 152 konnym silnikiem wersja z napędem na jedną oś oraz 155 KM w wersji AWD. Wyposażony w 4-stopniową automatyczną. Model ten posiadał 5 lub osiem miejsc. Voxy pierwszej generacji charakteryzowała się następującymi parametrami 4625 mm długości, 1850 mm szerokości, rozstaw osi (2825 mm). 
Model w hierarchii Toyoty znajduje się powyżej Estimy a poniżej Alphard.

### 2007 - Druga generacja

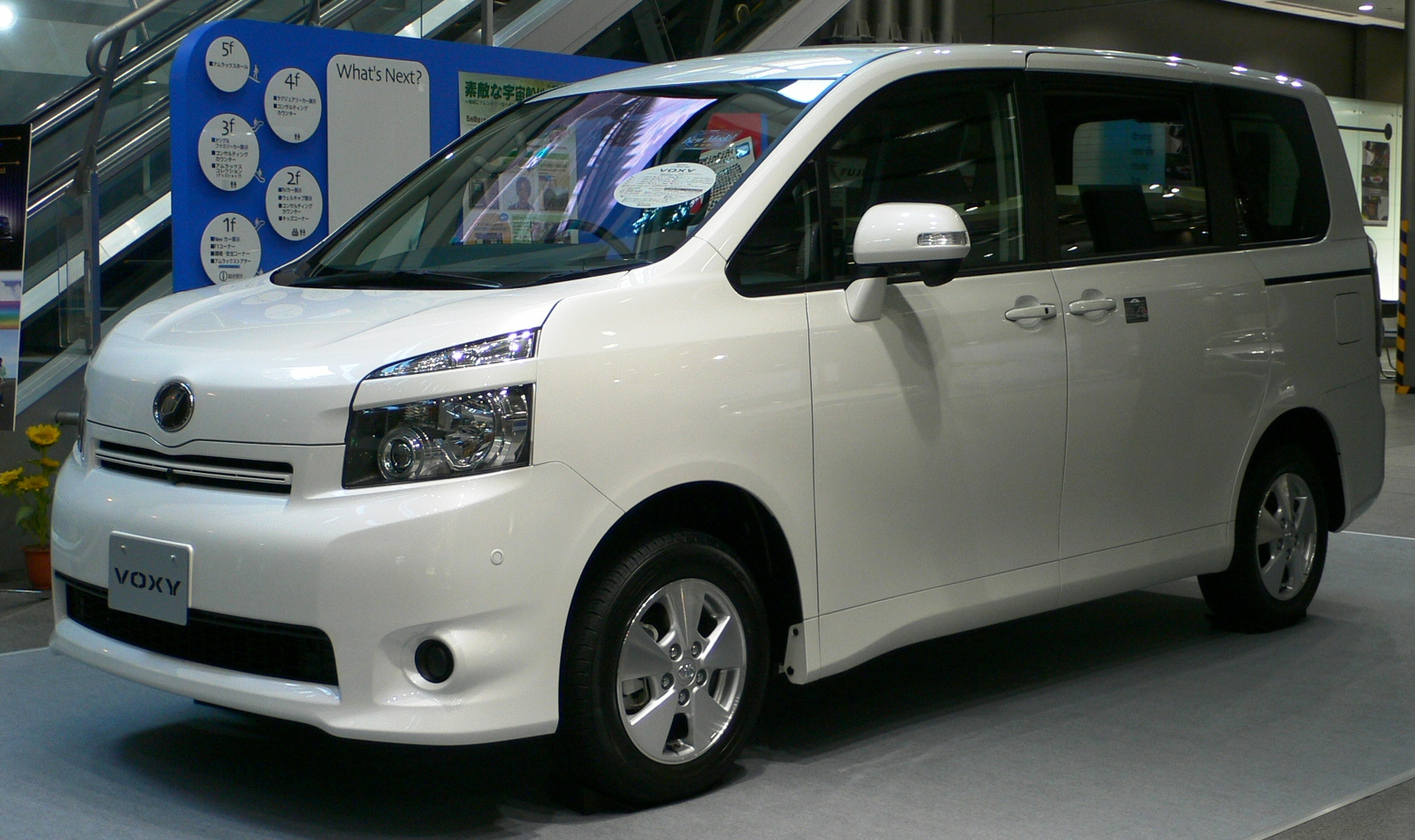
Obecna, druga generacja

Druga generacja wprowadzona do produkcji w 2007 roku. Tak jak poprzednią wersję wyposażono w silnik 2,0 litra o mocy 143 KM wersja z napędem na przednią oś i 140 KM z napędem 4WD oraz silnik 2,0 litra z bezpośrednim wtryskiem paliwa o mocy 158 KM wersja z napędem na przednią oś i 155 KM z napędem 4WD.

### 2014 - Trzecia generacja

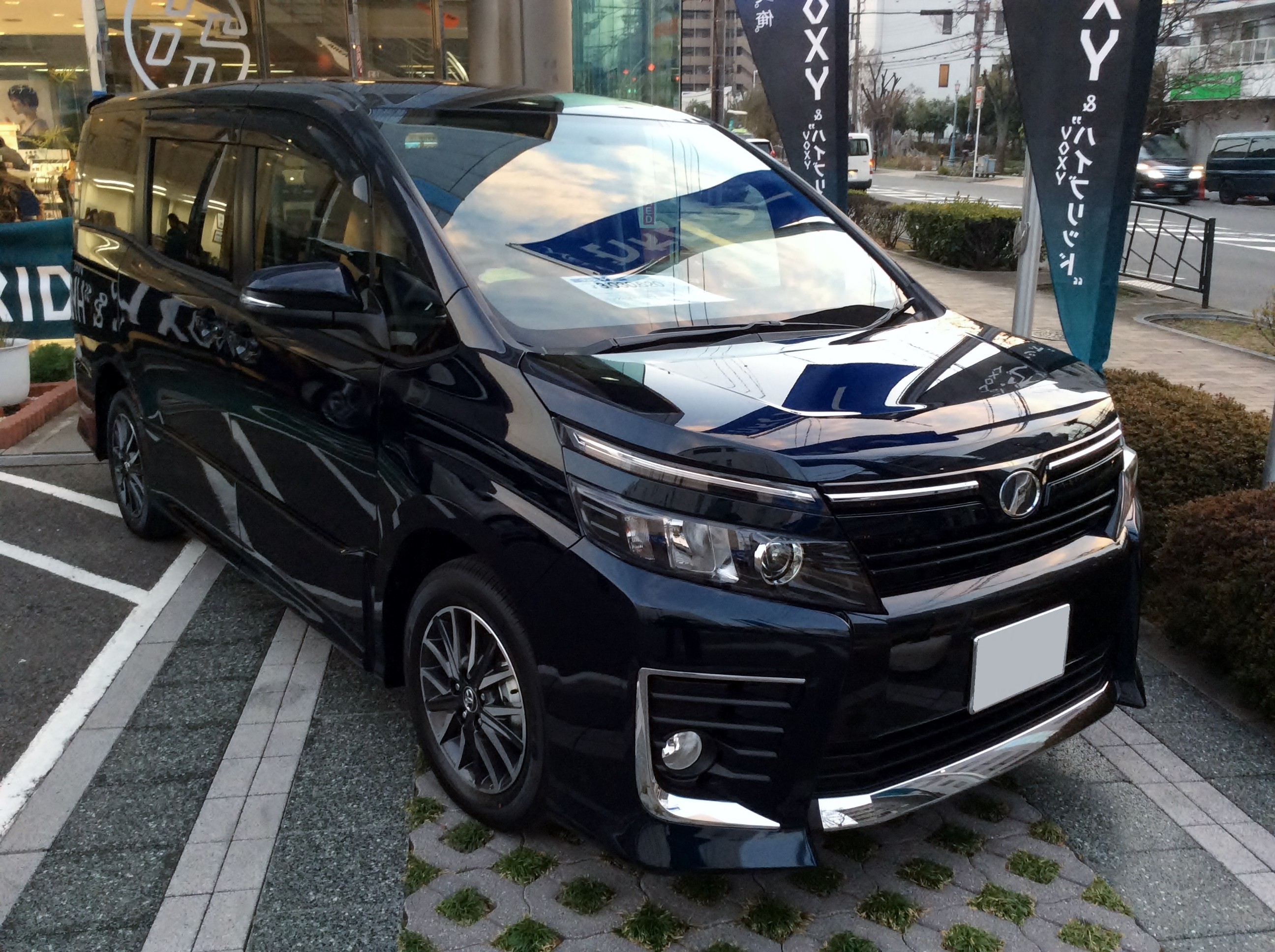
Obecna, trzecia generacja

## Oficjalna strona modelu Voxy
- Toyota Voxy strona japońska